# Вељко Станојевић
Вељко Станојевић (1892 – 1967) био је српски академски сликар, модерниста.

## Биографија
Вељко је рођен у "старој београдској 'Фишеклији'", као син Витомира и Јелисавете Станојевић рођ. Лонгиновић. Отац Витомир је потицао из "двеју највећих и најпознатијих српских породица". Потомак је Кнеза Станоја Михаиловића из Зеока који је убијен у сечи кнезова 1804. године. По његовом имену носе презиме потомци Станојевићи. Вељков деда је пуковник Јеремија Станојевић, који је био министар (попечитељ) правде и просвете у Кнежевини Србији, председник врховног суда, председник Друштва српске словесности, државни саветник. Баба му је била Марија Мара Ненадовић кћи проте Матеје Ненадовић, унука кнеза Алексе Ненадовића из Бранковине, који је такође посечен од дахија 1804. године. По бабиној линији био је и у сродству са владарском династијом Карађорђевићима. Мајчина породица Лонгиновић, је такође знаменита а у Банату се јавља од доласка патријарха Чарнојевића. Из ње су потекли многи свештеници и српски патриоти.

## Уметнички живот
Похађао је од 1911. године Уметничко-занатску школу у Београду код професора Љубомира Ивановића и Марка Мурата. Када је 1914. године требало да оде у Немачку на уметничку академију у Минхену, све је пореметио Велики рат. Од почетка рата је у војној служби прво као добровољац. Затим улази у састав чувеног Ђачког батаљона формираног у Скопљу. После тромесечне обуке сви ђаци су као поднаредници распоређени у регуларне војне јединице. Додељен је Другом "Гвозденом" пуку Моравске дивизије, са којим пролази ратну голготу и прелази Албанију током повлачења српске војске. Након опоравка на Крфу и преласка на Солунски фронт, разбољева се и завршава на лечењу у Француској, у руској болници у Ници. Ту интензивно почиње да слика у атељеу руског уметника Архипенка. Након тромесечног опоравка враћа се у Солун 1916. године, да би 1917. године био прекомандован у Топографско одељење Врховне команде. Постаје званично ратни сликар и све до маја 1918. године интензивно се за војне потребе бави сликањем. Када се поново разболи маја 1918. године упућен је опет на опоравак у Француску. Тај пут кроз Италију је искористио за драгоцени боравак у Риму, где упознаје ремек-дела италијанске уметности. Вратио се у ослобођену отаџбину 1919. године и интензивно укључио у уметнички живот. Већ исте године наступа као гост на уметничкој изложби "Ладе" у Београду. Тек 1920. године је демобилисан и тада се решава да се потпуно посвети уметности. Пут га неизбежно води у француску престоницу, где у слободарском миљеу буја уметнички живот.
Од 1920. до 1930. године живео је са прекидима у Паризу, где је наставио ликовне студије. Путовао је много по Европи, по медитеранским земљама и сликао мотиве тог поднебља. Основао је током живота у Паризу 1921. године, једно међународно уметничко удружење "L' ar la Frans". Уз то друштво се и он прочуо у Паризу, скренуо пажњу на свој опус. А од 1934. године узима државну службу и до Другог светског рата је наставник цртања у Петој београдској гимназији. Године 1938. упушта се у велики подухват, када успешно осликава фреско-сликама 200 квадратних метара зидног простора саборне православне цркве у Бањалуци.
Умро је 1967. године непосредно по завршетку своје последње изложбе организоване у галерији београдског Културног центра.
Био је један од оснивача групе Облик. Представник је конструктивистичког сликарства у југословенском сликарству док се његов каснији рад преоријентисао на колористички експресионизам. Његово стваралаштво у духу „идеализоване реалности“, које је настало 20-их година 20. века критика сматра његовим најаутентичнијим стваралачким периодом, те се Вељко Станојевић сврстава у ред наших најзначајнијих сликара треће деценије 20. века. Први пут је самостално излагао у Београду 1922. године а касније на бројним групним и самосталним изложбама у Југославији, Европи и Америци.
Поводом изложбе у галерији РТС-а ликовни критичар Станислав Живковић о сликарству Вељка Станојевића пише:
Један од бардова који су учествовали у изграђивању модерног израза у српском сликарству од самог његовог почетка, јесте и Вељко Станојевић. Кроз више од педесет година уметничке активности прошао је и доживео све његове фазе: као радознали почетник, затим као зрео уметник и борац за савремено, најзад као помало заморен посматрач, који је препустио арену млађима и ратоборнијима.
Остаје чињеница да је Вељко Станојевић један од наших значајних сликара и пионира, чије је дело између два рата умногоме одредило живот нове уметности.

Заједно са Живорадом Настасијевићем, Васом Поморишцем и Иваном Радовићем, он карактерише оне тенденције у српском сликарству, које су - полазећи од достигнућа Сезана и последњих достигнућа кубиста - настојале да кроз добро схваћени модернизам достигну чистоту о трезвеност великих класика.
Слике Вељка Станојевића се налазе у Народном музеју, Музеју савремене уметности и у Историјском музеју у Београду.